# Євсєєв Олександр Іванович
Олександр Іванович Євсєєв (7 вересня 1909, село Плотинка Нижньогородської губернії, тепер Нижньогородської області, Російська Федерація — 1976, Харків) — радянський державний діяч, секретар Житомирського обласного комітету КП(б)У, 1-й секретар Кагановицького районного комітету КП(б)У міста Харкова. Директор Харківського державного бібліотечного інституту (1952—1970). Доцент (1961).

## Життєпис
Олександр Євсєєв народився 7 вересня 1909 року в селянській родині села Плотинка Семенівського повіту Нижньогородської губернії. Трудовий шлях розпочав у 18-річному віці лісорубом, пізніше працював майстром у ліспромгоспі. Член ВКП(б) з 1931 року.
У 1931 році закінчив радянсько-партійну школу в Арзамасі, того ж року був призваний до лав Червоної армії, під час служби обирався комсоргом полку. Після демобілізації, у 1934 році, переїхав до Харкова, де працював пропагандистом. У 1937 році призначений завідувачем відділу культурно-просвітницької роботи, а у 1939 році став другим секретарем Кагановицького районного комітету КП(б)У в Харкові.
Під час Німецько-радянської війни був мобілізований до резерву політичного управління Південно-Західного фронту, а пізніше Харківського обласного комітету КП(б)У, також був уповноваженим Військової ради Воронезького фронту. На цих посадах займався питаннями евакуації з Харкова та області заводів, фабрик, лікарень, госпіталів та дитячих будинків.
З серпня 1943 по жовтень 1949 року — 1-й секретар Кагановицького районного комітету КП(б)У міста Харкова. Одночасно навчався на історичному факультеті Харківського державного педагогічного інституту, який закінчив з відзнакою у 1947 році. 
У жовтні 1949 — вересні 1952 року — секретар Житомирського обласного комітету КП(б)У з питань ідеології. У 1952 році Олександру Євсєєву запропонували очолити Краснодарський крайовий комітет ВКП(б), однак він відмовився, зазначивши, що хоче повернутися працювати у Харкові.
У 1952—1970 роках — директор Харківського державного бібліотечного інституту (з 1964 року — Харківського державного інститут культури). Протягом 1955—1959 років також очолював кафедру культурно-освітньої роботи. У 1961 році Олександру Євсєєву присвоїли вчене звання доцента кафедри марксизма-ленінізма. З 1970 року на пенсії, але до 1976 працював доцентом кафедри культурно-просвітницької роботи Харківського державного інституту культури.
Помер у 1976 році.

## Нагороди
- орден Трудового Червоного Прапора (23.01.1948)
- орден Червоної Зірки (28.08.1944)[3]
- орден «Знак Пошани» (1961)[4]
- ордени
- медалі